# Salih Budka
Salih Budka ou Sali Butka est né en 1852, dans le village de Butkë (en), dans le district de Kolonjë, en Albanie, et est décédé en 1938, dans ce même pays. C’est un patriote, un homme politique et un poète nationaliste albanais. 

## Biographie
Né alors que le territoire albanais était encore intégré à l’Empire ottoman, Salih Budka devient un fervent patriote et combat durant plusieurs années en faveur de l’indépendance de son pays. À partir de 1906, il commande ainsi différentes bandes armées qui organisent la guérilla nationaliste dans ce qui forme aujourd’hui le sud de l’Albanie. Il combat alors tout autant les Ottomans que les irrédentistes grecs qui prétendent rattacher la région au royaume de Grèce. 
Pendant les Guerres balkaniques (1912-1913) et la Première Guerre mondiale (1914-1918), Salih Budka poursuit son combat en faveur de l’indépendance de l’Albanie et de l’intégration de l’Épire à ce pays. Proche des Austro-Hongrois, en qui il voit des partisans de l’indépendance albanaise, il combat les Français et le régime que ces derniers mettent en place dans la région de Korçë pendant la Grande guerre. C’est également à cette époque, en 1916, qu’il organise la destruction de la ville de Moscopole (ou Voskopojë), un important centre culturel grec et aroumain en Albanie..[réf. nécessaire]
En 1920, Salih Budka devient délégué de la ville de Korçë au Congrès de Lushnjë. 

## Œuvre poétique
Salih Budka est l’auteur de poèmes nationalistes écrits pendant ses campagnes militaires. Son œuvre mêle thèmes naturalistes et nationalistes, sous la forme d’une poésie populaire.